# ساعة شمعية
الساعة الشمعية هي شمعة تحمل علامات بأبعاد متساوية (عادة مع الأرقام)، واحتراقها يشير إلى مرور فترة من الزمن. مع أنها لم تعد تستخدم في هذه الأيام، الساعة تقدم وسيلة فعالة لمعرفة الوقت في داخل البنايات، في الليل، أو في يوم غائم. ويمكن استخدام الساعة الشمعية كمؤقت، بتثبيت مسمار ثقيل بالشمعة عند العلامة التي تشير إلى الفاصل الزمني المطلوب. عندما يذوب الشمع المحيط بالمسمار، يسقط المسمار على طبق أسفلها.

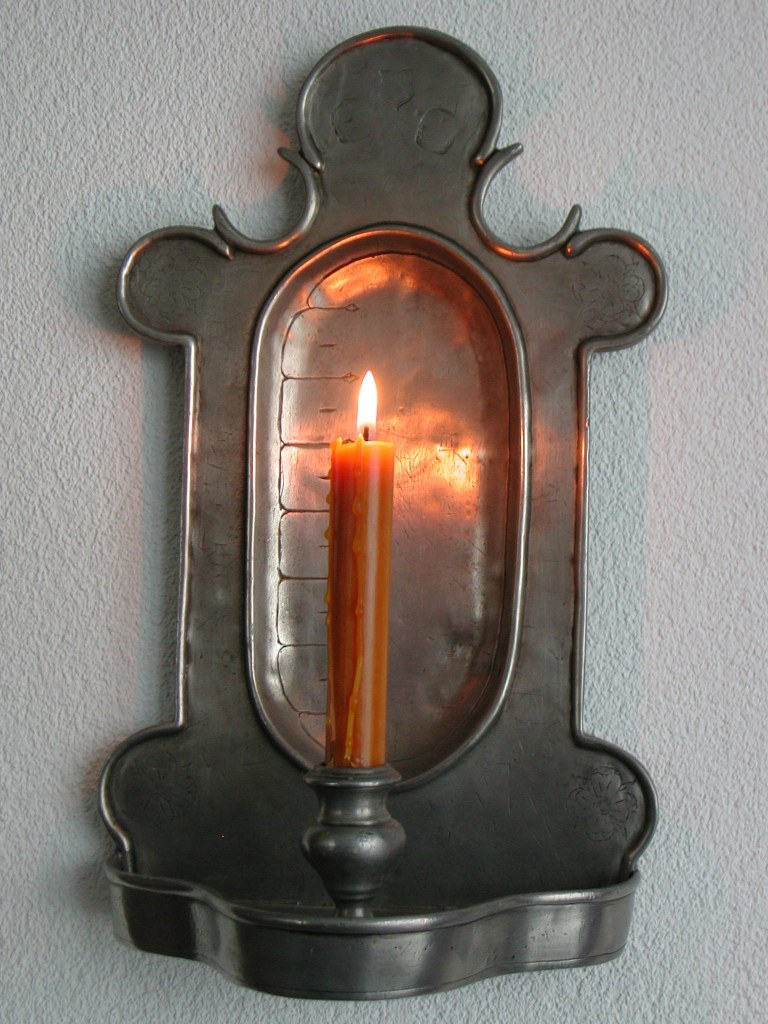
مثال على ساعة شمعية

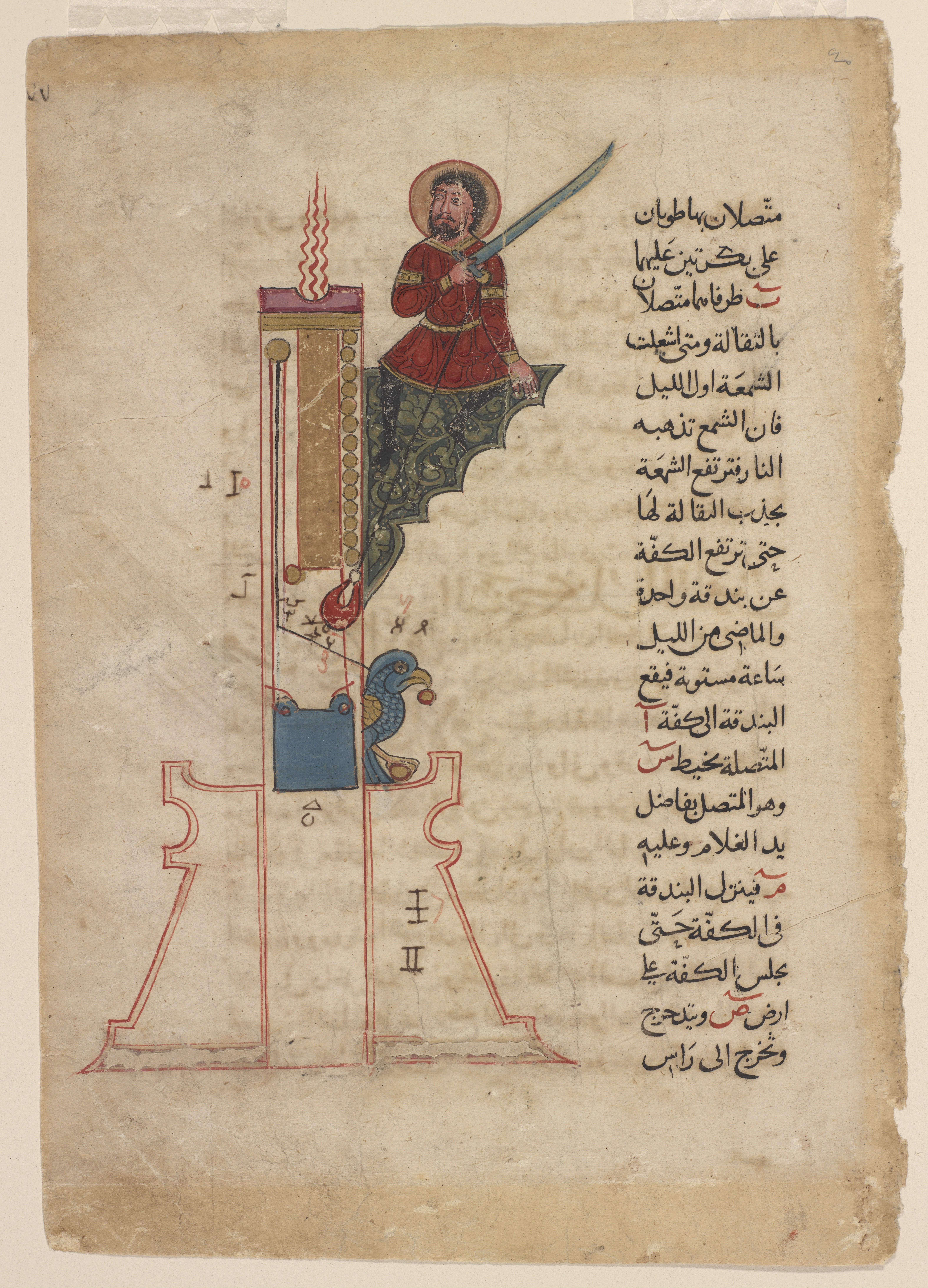
ساعة الجزاري الشمعية عام 1206

من غير المعروف متى وأين بدأ استخدام الساعة الشمعية، وإن أول إشارة لاستخدامها ظهرت في قصيدة صينية كتبها يو جاينجو، ولقد كانت الشمعة وسيلة لتحديد الوقت ليلاً، وهنالك شموع مماثلة استخدمت في اليابان حتى أوائل القرن العاشر.
أكثر ساعة شمعية تذكر تعود إلى ملك إنجلترا الفريد العظيم (ج. 878). كان جهازه يتألف من ستة شموع مصنوعة من 72 ضعف وزن القرش من الشمع، طول كل شمعة 12 بوصة، من سمك موحد، وتنقسم إلى 12 قسم كل واحد من بوصة واحدة. تحترق كل شمعة كاملةً في أربع ساعات تماماً، مما يجعل كل إشارة 20 دقيقة. وضعت الشموع للحماية داخل إطار مصنوعة من ألواح خشبية مع جزء شفاف في الجانبين من السندان. وهنالك أساليب مماثلة لقياس الوقت استخدمت في الكنائس في العصور الوسطى، وكانت في البداية عن طريق إحصاء عدد الشموع التي احترقت من حجم معين، وفيما بعد عن طريق استخدام شمعة مدرجة.
الساعة الشمعية الأكثر تطوراً معروفة حتى الآن كانت تلك التي تعود للجزري في عام 1206. وشملت عقرب لعرض الوقت وللمرة الأولى، واستخدمت الساعة مثبت حربة، وهي آلية ربط لا تزال مستخدمة في العصور الحديثة. وصف روتليدج دونالد هيل (Donald Routledge Hill) إحدى الساعات الشمعية للجزاري على النحو التالي: